# Bành Hồ (đảo)
Đảo Bành Hồ (澎湖本島), tên cũ là đảo Đại Sơn (大山嶼) là đảo lớn nhất và đông dân nhất của quần đảo Bành Hồ, Đài Loan. Đảo có diện tích là 65,4132 km2, liền kề với đảo Bạch Sa.
Đảo chính Bành Hồ là đảo núi lửa, trên đảo có nhiều cảnh quan địa chất bazan. Do khí hậu của đảo Bành Hồ tương đối khô nên cần dựa vào các hồ chứa nước để trữ nước, vì vậy trên đảo có ba hồ chứa nước là hồ chứa Thành Công, hồ chứa Đông Vĩ và hồ chứa Hưng Nhân, ngoài ra còn có một nhà máy khử mặn nước biển.
Đảo chính Bành Hồ được chia thành thành phố Mã Công và hương Hồ Tây. Thành phố Mã Công nằm ở nửa phía tây của đảo và cũng là huyện lỵ của huyện Bành Hồ. Thành phố là trung tâm chính trị, kinh tế, văn hóa và giao thông, là khu vực có diện tích lớn nhất và đông dân nhất ở huyện Bành Hồ, là đô thị lớn nhất của khu vực đảo xa.
Giao thông công cộng trên đảo chính Bành Hồ được điều hành bởi "Văn phòng quản lý thuyền và xe công cộng huyện Bành Hồ", và có tổng cộng 14 tuyến đường. Trên đảo có sân bay Bành Hồ, cảng Mã Công, các huyện đạo số 201 đến 205.